# Vindicate This!
Vindicate This! är ett svenskt Oi!-band från Malmö bildat 2009. Medlemmarna spelade tidigare i band som The Mockingbirds, The Sluggers, Contemptuous och Fudge Wax.
Gustaf spelar även i Oldfashioned Ideas och Turbo i The Cremators.

## Medlemmar
- Turbo – Gitarr
- Onkel Franz – Sång
- Gustaf – Trummor
- Tråcklan – Bas

## Diskografi
- Stronger than yesterday CD
- Hard feelings 7" vinyl